# Hugh Trenchard (3e vicomte Trenchard)
Hugh Trenchard (né le 12 mars 1951) est un soldat et homme d'affaires britannique. En 1987, il succède à son père. Il est l'un des 92 pairs héréditaires de la Chambre des lords, élu pour rester après l'adoption de la House of Lords Act 1999, siégeant en tant que conservateur.

## Biographie
Fils de Thomas Trenchard (2e vicomte Trenchard) et de Patricia Bailey, il fait ses études au Collège d'Eton dans le Berkshire et au Trinity College de Cambridge, où il obtient un baccalauréat ès arts en 1973. Trenchard sert dans le 4e bataillon, The Royal Green Jackets de 1972 à 1980, atteignant le grade de capitaine. En 2006, il est le commodore honoraire de l'air du 600e escadron (City of London), Royal Auxiliary Air Force. Il est lieutenant adjoint du Hertfordshire depuis 2006 et lieutenant de la Cité de Londres depuis 2016. Il est nommé conseiller principal du gouvernement de Sa Majesté sur les services financiers japonais en 2018.
Trenchard travaille pour Kleinwort Benson Ltd de 1973 à 1996, en tant que représentant principal au Japon entre 1980 et 1985, et en tant que directeur entre 1986 et 1996. Pour Kleinwort Benson International Incorporated, il est directeur général de sa succursale de Tokyo de 1985 à 1988, président de 1988 à 1995 et vice-président de 1995 à 1996. Il est directeur de Dover Japan Inc de 1985 à 1987, de ACP Holdings Ltd de 1990 à 1994, de la Japan Securities Dealers 'Association ainsi que de Bond Underwriters' Association of Japan de 1994 à 1995. Pour la Communauté européenne des affaires au Japon, il est président du comité des valeurs mobilières entre 1993 et 1995 et vice-président de son conseil en 1995. Trenchard est administrateur de Robert Fleming and Co Ltd de 1996 à 1998 et de Robert Fleming International Ltd de 1998 à 2000. Il est directeur de Berkeley Technology Limited (anciennement London Pacific Group Limited) de 1999 à 2010, directeur général de banque d'investissement, pour Mizuho International plc de 2007 à 2012 et conseiller principal de Mizuho Bank, Ltd de 2013 à 2014. Il est également directeur d'AC European Finance Limited de 2001 à 2003 et de Dryden Wealth Management Limited de 2004 à 2005, président de The Dejima Fund Ltd de 2001 à 2009, de 2002 à 2008 senior advisor de Prudential Financial Inc et de janvier à décembre 2006 directeur général de l'European Fund and Asset Management Association. Il est président de Stratton Street PCC Ltd depuis 2006, administrateur de Lotte Chemical UK Ltd depuis 2010 et administrateur d'Adamas Finance Asia Ltd depuis 2017. Il est consultant chez Optum Health Solutions UK Ltd de 2014 à 2018 et consultant auprès de la Japan Bank for International Cooperation depuis 2017.
Pour le Royal Air Force Benevolent Fund, Trenchard est membre du conseil et administrateur de 1991 à 2003 et de nouveau de 2006 à 2013. Il est également président de 2006 à 2013 et vice-président depuis 2014. Il est membre du conseil de la Japan Society de 1992 à 1993 et de 1995 à 2004. De 1996 à 2000, il en est le vice-président et de 2000 à 2004 son coprésident. Entre 1987 et 1995, il est également membre de l' Association japonaise des dirigeants d'entreprise.
Depuis 1975, il est marié à Fiona Elizabeth Morrison, fille du 2e baron Margadale. Ils ont deux fils, dont son héritier Alexander Thomas Trenchard, et deux filles. Lady Trenchard est haut shérif du Hertfordshire de 2013 à 2014 .